# Fugu (gerecht)

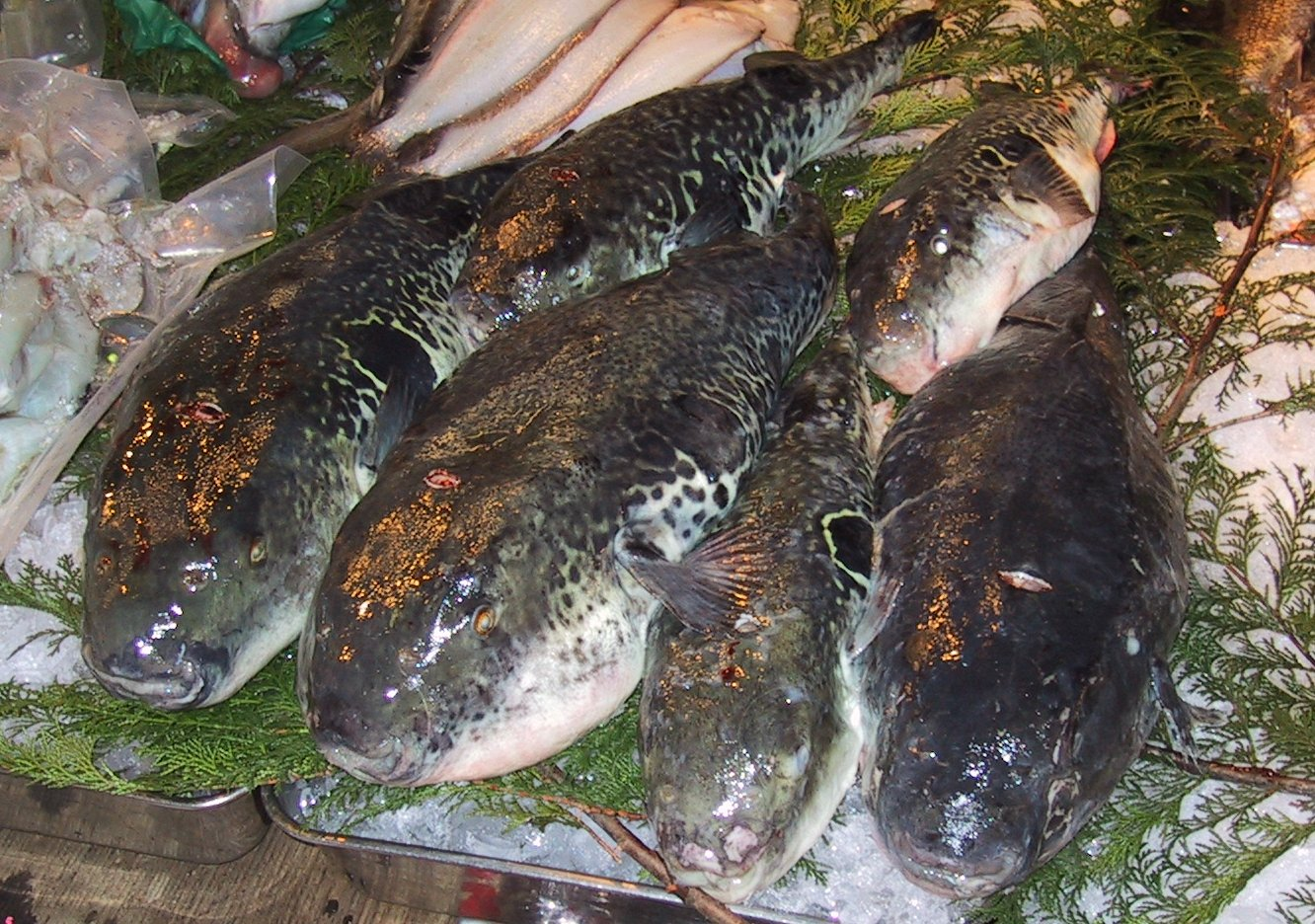
Kogelvis

Fugu (Japans: 河豚 of 鰒; フグ) is de Japanse naam voor de kogelvis en voor een gerecht dat daarmee is bereid.
De vissen die gebruikt worden, komen voornamelijk uit de geslachten Takifugu, Lagocephalus en Sphoeroides van de familie Kogelvissen (Tetraodontidae), of uit het geslacht Diodon van de familie Egelvissen (Diodontidae).
Omdat de vis erg giftig is, moet de kok speciaal zijn opgeleid. De vis bevat het gif tetrodotoxine, dat 275 maal zo giftig is als kaliumcyanide. Dit zit in de eierstokken, lever, galblaas en darmen van de kogelvis. De kok verwijdert deze organen en serveert alleen de niet-giftige delen, die als een ware delicatesse gelden. De kok moet hierbij zeer goed op zijn hoede zijn, want bij de geringste vergissing is het gerecht dodelijk.
Alleen een kok die speciaal opgeleid is en een vergunning heeft, mag fugu serveren. Om aan de gasten te laten zien dat de vis perfect is gefileerd, eet de kok vaak de eerste hap.
Fugu wordt ook vaak uitgesproken als "fuku", wat geluk betekent. De giftigste fugu is die uit Yamaguchi. In deze prefectuur bevindt zich ook het restaurant waar als eerste de vis legaal werd geserveerd: Shunpanro.
Tegenwoordig wordt fugu ook industrieel gekweekt. Deze vissen krijgen geen gifstoffen binnen via het voedsel en zijn derhalve ook niet giftig.